# Roper (Carolina del Nord)
Roper és una població dels Estats Units a l'estat de Carolina del Nord. Segons el cens del 2000 tenia 613 habitants.

## Demografia
Segons el cens del 2000, Roper tenia 613 habitants, 238 habitatges i 165 famílies. La densitat de població era de 272 habitants per km².
Dels 238 habitatges en un 31,9% hi vivien nens de menys de 18 anys, en un 37% hi vivien parelles casades, en un 28,2% dones solteres, i en un 30,3% no eren unitats familiars. En el 29,4% dels habitatges hi vivien persones soles el 17,6% de les quals corresponia a persones de 65 anys o més que vivien soles. El nombre mitjà de persones vivint en cada habitatge era de 2,58 i el nombre mitjà de persones que vivien en cada família era de 3,16.
Per edats la població es repartia de la següent manera: un 29,2% tenia menys de 18 anys, un 7,8% entre 18 i 24, un 23,2% entre 25 i 44, un 23,3% de 45 a 60 i un 16,5% 65 anys o més.
L'edat mediana era de 38 anys. Per cada 100 dones de 18 o més anys hi havia 66,9 homes.
La renda mediana per habitatge era de 20.694 $ i la renda mediana per família de 25.938 $. Els homes tenien una renda mediana de 19.821 $ mentre que les dones 18.846 $. La renda per capita de la població era de 14.736 $. Entorn del 26,1% de les famílies i el 27,1% de la població estaven per davall del llindar de pobresa.

## Poblacions més properes
El següent diagrama mostra les poblacions més properes.